# 崔道怡
崔道怡（1934年11月23日—2022年7月17日），男，祖籍辽宁法库，生于辽宁铁岭，中国著名文学编辑家、作家、文学评论家，《人民文学》杂志原常务副主编，编审，中国作家协会名誉委员。

## 生平
1934年11月23日生于辽宁省铁岭市，5岁时随家到北平定居。1953年在《少年文艺》上发表第一篇儿童小说《第一个读者》。1956年夏毕业于北京大学中文系，进入《人民文学》杂志社从事编辑工作，历任编辑、小说组组长、编辑部副主任、副主编、常务副主编等职。1984年参加中国共产党。1987年10月职称评定为编审。1988年获全国文学期刊优秀编辑奖。1992年获政府特殊津贴。1996年获出版总署授予的全国百佳出版工作者称号。1998年冬退休。2006年获得第三届老舍散文奖。2020年获中国作家出版集团·全国文学报刊联盟奖“致敬·资深文学编辑奖”。2022年7月17日14时10分在北京逝世。
崔道怡先生长期从事文学编辑工作，政治立场坚定，工作成就突出，发现推举了众多文学新人、编辑审发了大量精品力作。崔道怡先生是编辑行业的标杆与典范。近四十年的编辑生涯中，崔道怡先生发现、培养了汪曾祺、李国文、蒋子龙、刘心武等大批作家，责编了《山那面人家》《班主任》《西线轶事》等大量佳作，被誉为“文学摆渡人”、“国编”、“天下第一编”、“首席小说编辑家”。崔道怡先生在工作岗位上竭尽全力、恪尽职守，以开阔的文学视野、精准的艺术判断、澎湃的工作激情和严格的政治把关，保障了刊物的纯粹品格与高质运行。他还曾兼任“21世纪文学之星丛书”编委会主任，为助力一代代文学新人的成长，做出了巨大的贡献。

## 主要成就
发现、培养了汪曾祺、李国文、蒋子龙、刘心武等大批作家，责编了《山那面人家》《班主任》《西线轶事》等大量佳作。 
1979年起，编辑了《中国新文学大系》、建国三十年和建国五十年短篇小说选等优秀作品选集。 
1985年接受百花出版社邀请，编辑了1979-1983五年间获奖以外引人瞩目的优秀短篇小说集《小说拾珠》。 
1983年起历任中国作家协会主办的全国优秀小说奖、全国优秀儿童文学奖、鲁迅文学奖评委，中央宣传部主办的“五个一工程”奖、国家出版总署主办的政府期刊奖评委，中国作家协会全委会名誉委员。 
中华文学基金会主办的“21世纪文学之星丛书”编审委员会主任。

## 所获荣誉
1988年获全国文学期刊优秀编辑奖。
1992年获政府特殊津贴。
1996年获出版总署颁发的全国百佳出版工作者证书。
2020年获中国作家出版集团·全国文学报刊联盟奖“致敬·资深文学编辑奖”。

## 出版物
著有儿童文学《队员的道路》，短篇小说《关于一个鸡蛋的讲用》，中篇小说《未名秋雨》，专著《创作技巧谈》、《大话小说》、《小说创作入门》、《小说创作十二讲》、《水流云在》、《方苹果》等。